# Jul og grønne skove
Jul og grønne skove (også kendt som Hullet i jorden eller Poul og Nulle i hullet) var en rammehistorie i forbindelse med en tv-julekalender, som blev vist på DR 1 i 1980. De to centrale personer var Poul og Nulle, som indgik i en rammefortælling om jagten på den ægte julemand.
Desuden medvirkede Flemming Quist Møller som huleforsker, Frede Norbrink som overtelefonmontør, Allan Olsen og Bibo Nykjær som kabellæggere. Programmet blev voldsomt kritiseret for manglende julenisser og julehygge.
Faktisk var jul og grønne skove kun en rammehistorie om den egentlige julekalender Mumidalen, en indkøbt finsk-svensk dukkeserie. Titlen var ”Jul og grønne skove", med undertitlen "et kalenderprogram med mange overraskelser, bl.a. Mumidalen". I programteksten, som blev trykt i aviserne, var der kun en beskrivelse af handlingen i Mumidalen, mens rammehistorien ikke var omtalt. Det er en meget overset pointe at afsat tid, planlægning og budget kun var berammet til nogle minutters optakt og afslutning før og efter den egentlige julekalender. Det mest kritiserede er at den stort set ikke handlede om jul, hvilket nok skal ses i kontrast til Jul i Gammelby som blev sendt året før. Derimod er der flere eksempler på julekalendere uden jul, som var store successer, eksempelvis Jullerup Færgeby.
Poul Nesgaard har i et interview fortalt om baggrunden for programmerne : Mange mennesker var sure i julen. Derfor ville de to mænd lave en skrækkelig julekalender, så folk havde noget fælles at være sure over og derved finde fælles ståsted og opleve nærhed – en ydre fjende bringer folket sammen.
Mogens Vemmer, der var chef for DRs B&U-afdeling fra 1968–2000, fortalte, mens kalenderen var i gang i programmet TV om TV med Jørgen Thorgaard som vært, at Jul og grønne skove var DR's hidtil mindst kritiserede julekalender og citerede dårlige anmeldelser af tidligere julekalendere. Siden har Vemmer dog sagt, at kalenderen var en nødløsning, som først blev planlagt i august 1980, fire måneder før, den skulle sendes.
Undervejs var der et "kuglekamera" med i udsendelserne, som der efter sigende kunne optage i "hullet". Dette kunne dog ikke passe, da kameraet selv var med på billedet. Dette blev dog annonceret inden af tv-speakeren med beskrivelsen: "Det er det eneste kamera, som kan filme sig selv". Dog mente mange folk, at man kunne bruge dette kamera til farlige optagelser i stedet for at "spilde" potentialet i en julekalender. Kameraet er på mange måder, bortset fra evnen til at filme sig selv, det vi i dag ville kalde et drone-kamera.
12 af afsnittene er sidenhen blevet slettet, så det kun er halvdelen af kalenderen, der stadig eksisterer.
Shu-bi-dua uropførte nummeret "Den Himmelblå" i et af afsnittene.
I julekalenderen optræder én enkelt julemand. Sidste afsnit slutter med, at Poul og Nulle går på en skovsti, og bagved dem krydser en julemand stien i løb. Denne "myte" huskes af mange og blev bekræftet direkte på Radio 100 FM den 15. december 2007.[kilde mangler]
Den 21. december lagde Hulemanden sin frakke over det kamera, der sendte nede fra hullet.
DRs julekalender året efter, Torvet, indeholdt en reference til Jul og grønne skove, idet Poul og Nulle i afsnit 15 kommer op af et hul mellem juletræerne på torvet, helt ude af kontekst. Denne sekvens er ved senere genudsendelser klippet ud af afsnittet 
I december 2016 lavede Anders Lund Madsen 24 korte radioprogrammer til DR P1 under titlen Hullet i julen, hvor han søger at genskabe stemningen i forbindelse med Jul og grønne skove.